# Salzstelle Wormsdorf
Salzstelle Wormsdorf este o arie protejată (arie specială de conservare — SAC, sit de importanță comunitară — SCI) din Germania întinsă pe o suprafață de 3 ha, integral pe uscat.

## Localizare
Centrul sitului Salzstelle Wormsdorf este situat la coordonatele 52°08′24″N 11°11′29″E / 52.14°N 11.1914°E.

## Înființare
Situl Salzstelle Wormsdorf a fost declarat sit de importanță comunitară în octombrie 2000 pentru a proteja 1 specie de animale. Situl a fost protejat și ca arie specială de conservare în iunie 2010.

## Biodiversitate
Situată în ecoregiunea atlantică, aria protejată conține 1 habitat natural: Pășuni continentale udate de apa mării.
La baza desemnării sitului se află o specie protejată de  nevertebrate: Vertigo angustior
Pe lângă speciile protejate, pe teritoriul sitului au mai fost identificate 4 specii de plante, 2 specii de mamifere, 4 specii de nevertebrate.